# Vliegbasis Kamenny Roetsjej
Kamenny Roetsjej (Russisch: Каменный Ручей) is een vliegbasis van de Pacifische Vloot van de Russische Marine direct ten westen van het garnizoensdorp Mongochto, op 29 kilometer ten noorden van de havenstad Sovjetskaja Gavan en 16 kilometer ten noorden van de havenplaats Vanino in de kraj Chabarovsk. Met 63 verharde platforms is het een van de grootste luchtmachtbases van Rusland.
De vliegbasis werd opgezet aan het einde van de jaren 40 met behulp van Japanse krijgsgevangenen, Goelagdwangarbeiders en zeelieden. Het vliegveld was bedoeld voor de verdediging van de kust van het Sovjet-Verre Oosten en werd daarom in versneld tempo gebouwd. Aanvankelijk werden er gevechtsvliegtuigen gestationeerd, maar tussen 1953 en 1955 werden er lange-afstandsbommenwerpers geplaatst. Het vliegveld was een gezamenlijk luchtverdedigingsproject van de Marine van de Sovjet-Unie en de Vojska PVO en huisvestte de 308 IAP (308e Onderscheppingsvliegtuigregiment) dat met MiG-23MLD's vloog, de 183 MRAP (183e Raketdragende Luchtregiment ter Zee) dat met Tupolev Tu-22M's vloog en de 310 OPLAP (310e Onafhankelijke Lange-afstands-anti-onderzeebootluchtregiment) dat met Tupolev Tu-142's vloog. Waarschijnlijk was ook de 89 MRAD (89e Luchtdivisie ter Zee) hier gestationeerd.
Op Kamenny Roetsjej of op Vliegbasis Majgatka bevindt zich de opslagplaats voor atoomwapens van de Russische marine.
In 1997 werd de landingsbaan geblokkeerd door werknemers vanwege achterstallige lonen.